# سافدار ناغوري
سافدار ناغوري (مواليد سنة 1969) كان الأمين العام للحركة الإسلامية لطلاب الهند، وهي منظمة إسلامية صنّفتها الحكومة الهندية كمنظمة إرهابية.
في 27 فبراير 2017، حكمت محكمة في إندور على ناغوري بالسجن مدى الحياة لحيازته أسلحة وذخائر ومتفجرات غير مشروعة، والتخطيط للأنشطة الإرهابية.

## مسيرته
وُلد ناغوري في قرية ماهيدبور في منطقة أوجاين في ولاية ماديا براديش في عام 1969. عمل والده جاهر الدين ناجوري في شرطة أوجاين، وتقاعد برتبة مساعد مفتش فرعي في عام 2005. تخرج سافدار ناغوري بدرجة الماجستير في الصحافة من جامعة فيكرام في أوجاين عام 1999. أثناء وجوده في الجامعة، أصبح رئيسًا للحركة الإسلامية لطلاب الهند. كان شقيقه قمر الدين ناغوري، رئيس الحركة في ولاية أندرا برديش.
وفقا لصحيفة (Daily News and Analysis)، أصبح ناغوري متطرفا بعد هدم مسجد بابري في عام 1992 من قبل أتباع منظمة بهارتيه جنتا بارتي الهندوسية المتعصبة التي وصلت لحكم الهند سنة 1998. وقد تبرأ والده من ابنه بعد أن علم بأنشطته.
في خريف عام 2000، بدأ هارون رشيد ومحمد صباح الدين وكوادر أخرى تابعة للمنظمة بالتدريب مع حزب المجاهدين في جامو وكشمير. ذهب خريجي التدريب للمشاركة في العديد من العمليات الإرهابية الكبرى. في يوليو 2001، ألقت الشرطة في ماهاراشترا وأندرا برديش وأتر برديش ونيودلهي القبض على 23 منتميا للمنظمة. أربعة من المحتجزين تبين أنهم تدربوا في كيشتوار. تلقّت كوادر المنظمة التدريب من عدد من الجماعات الإسلامية المسلحة مثل طالبان ولشكر طيبة وجيش محمد وحركة الجهاد الإسلامي في القيام بأنشطة وُصفت ب«الإرهابية».
في عام 2001، انضم ناغوري إلى المنظمة. هرب ناغوري بعد فترة وجيزة من حظر الحكومة الهندية للمنظمة في 27 سبتمبر 2001. أمضى سنة في دلهي من 2001 إلى 2002، قبل أن ينتقل إلى مومباي في عام 2003. ثم انتقل بعد ذلك إلى مرشد أباد، في ولاية البنغال الغربية. يُعتقد أن ناغوري كان يدرب 200 شخص لحساب ملا عمر، الزعيم الروحي لطالبان.
عندما تم حظر المنطمة في سبتمبر 2001، قال سافدار ناغوري لقناة بي بي سي إن المزاعم بأن المنظمة لها صلات بالجماعات الانفصالية الإسلامية المتشددة لا أساس لها من الصحة.